# Helmholtz-Zentrum Dresden-Rossendorf
Koordinaten: 51° 3′ 49″ N, 13° 56′ 59″ O

Logo des Forschungszentrums Rossendorf von 1992 bis 2002

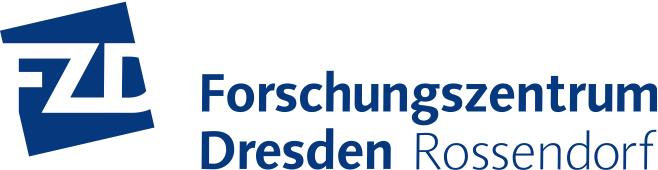
Logo des Forschungszentrums Dresden-Rossendorf von 2006 bis 2011

Das Helmholtz-Zentrum Dresden-Rossendorf (HZDR) ist ein naturwissenschaftliches Forschungszentrum im Dresdner Ortsteil Rossendorf und seit 1. Januar 2011 Mitglied der Helmholtz-Gemeinschaft Deutscher Forschungszentren. Am HZDR wird in drei der sechs Forschungsbereiche der Helmholtz-Gemeinschaft geforscht: Energie, Gesundheit und Materie. Das HZDR wurde als Forschungszentrum Rossendorf im Jahr 1992 gegründet. Der Campus Rossendorf hat eine Gesamtfläche von 186 Hektar. Er befindet sich am Standort des 1956 gegründeten Zentralinstituts für Kernphysik (später: Zentralinstitut für Kernforschung) der DDR.

## Forschung
Das HZDR forscht grundlagen- und anwendungsorientiert in den Bereichen Energie, Gesundheit und Materie.
Forschungsbereich Energie

Magnetwirbel-Antennen für drahtlose Datenübertragung

Die Wissenschaftler des HZDR suchen nach wirtschaftlichen und umweltschonenden Lösungen für die Energieversorgung der Zukunft. Sie arbeiten an neuen Technologien für Erkundung, Gewinnung, Nutzung und Recycling von strategisch wichtigen Metallen und mineralischen Rohstoffen. Dazu zählen etwa genaue Erkundungsverfahren für den Bergbau oder biotechnologische Verfahren für die Gewinnung und das Recycling von Metallen. Außerdem tragen sie mit ihren Arbeiten auf dem Gebiet der Flüssigmetallbatterien zu neuen Speichertechnologien bei.
Die Forscher beschäftigen sich zudem mit energieintensiven Vorgängen in der Industrie wie etwa dem Stahlguss oder Prozessen in der chemischen Industrie, um sie effizienter zu machen. Ein weiterer Schwerpunkt der Forschung liegt beim Transportverhalten von radiotoxischen, langlebigen Radionukliden in möglichen nuklearen Endlagern.
Forschungsbereich Gesundheit
Das HZDR hat das Ziel, Fortschritte bei der Früherkennung, Diagnose und Therapie von Krebserkrankungen zu erreichen. Es arbeitet dabei eng mit Partnern aus der Hochschulmedizin zusammen. Die Krebsforschung am HZDR befasst sich mit mehreren Themenkomplexen: radioaktive Arzneimittel zur Diagnose und Therapie von Krebs, Entwicklung der Krebsimmuntherapie, Verfahren zur Bildgebung in der Onkologie sowie Teilchenbeschleunigung mit neuartigen Lasertechnologien für die Strahlentherapie mit Protonen.
Mit dem Zentrum für Radiopharmazeutische Tumorforschung (ZRT), das im Jahr 2018 in Betrieb genommen wurde, verfügt das Institut für Radiopharmazeutische Krebsforschung über einen eigenen Neubau zur chemischen und biologischen Forschung sowie zur Herstellung von radioaktiven Arzneimitteln am Standort in Dresden. An der Forschungsstelle in Leipzig arbeiten HZDR-Forscher darüber hinaus an der Früherkennung krebsbedingter kognitiver Defekte mit Hilfe von Tracermolekülen.
Ein weiterer Fokus liegt in der Entwicklung der physikalischen Präzisionsstrahlentherapie der nächsten Generation und Förderung der personalisierten Strahlentherapie in der Onkologie. Die personalisierte Strahlentherapie wird mit dem Einsatz onkologisch relevanter radioaktiv markierter Substanzen wie Radiopharmaka und Radiotracern unter Verwendung molekularer nuklearmedizinisch-radiologischer Bildgebungsverfahren der Positronen-Emissions-Tomographie wie PET/CT und PET/MRT erweitert.
Auf dem Gelände des Universitätsklinikums Dresden forschen Wissenschaftler des HZDR-Instituts für Radioonkologie am Nationalen Zentrum für Strahlenforschung in der Onkologie – OncoRay. Dort wird unter anderem eine Echtzeit-Überwachung der Protonentherapie entwickelt. Seit 2015 werden an der Universitäts Protonen Therapie Dresden (UPTD) bereits Patienten mit dieser neuen Bestrahlungsmethode behandelt. Das OncoRay-Zentrum wird getragen durch das Universitätsklinikum Dresden, die Medizinische Fakultät der TU Dresden und das HZDR. Es bildet mit dem Heidelberger Institut für Radioonkologie das „Nationale Zentrum für Strahlenforschung in der Onkologie“.
Gemeinsam mit dem Deutschen Krebsforschungszentrum, dem Universitätsklinikum Carl Gustav Carus Dresden und der Medizinischen Fakultät der TU Dresden ist das HZDR zudem Träger des Nationalen Centrums für Tumorerkrankungen Dresden (NCT/UCC). Das NCT/UCC arbeitet intensiv an der modernen, personalisierten Krebsmedizin. Ziel ist es, die gesamte Behandlung optimal auf den einzelnen Patienten zuzuschneiden. Forschungsschwerpunkte des NCT/UCC liegen in den Bereichen hochpräzise Strahlentherapie, innovative Operationstechniken, modernste Krebsmedikamente und Immuntherapien, biologische Bildgebungsmethoden und molekulare Tumordiagnostik. Die Dresdner Einrichtungen sind außerdem Partner im Deutschen Konsortium für Translationale Krebsforschung (DKTK).
Forschungsbereich Materie

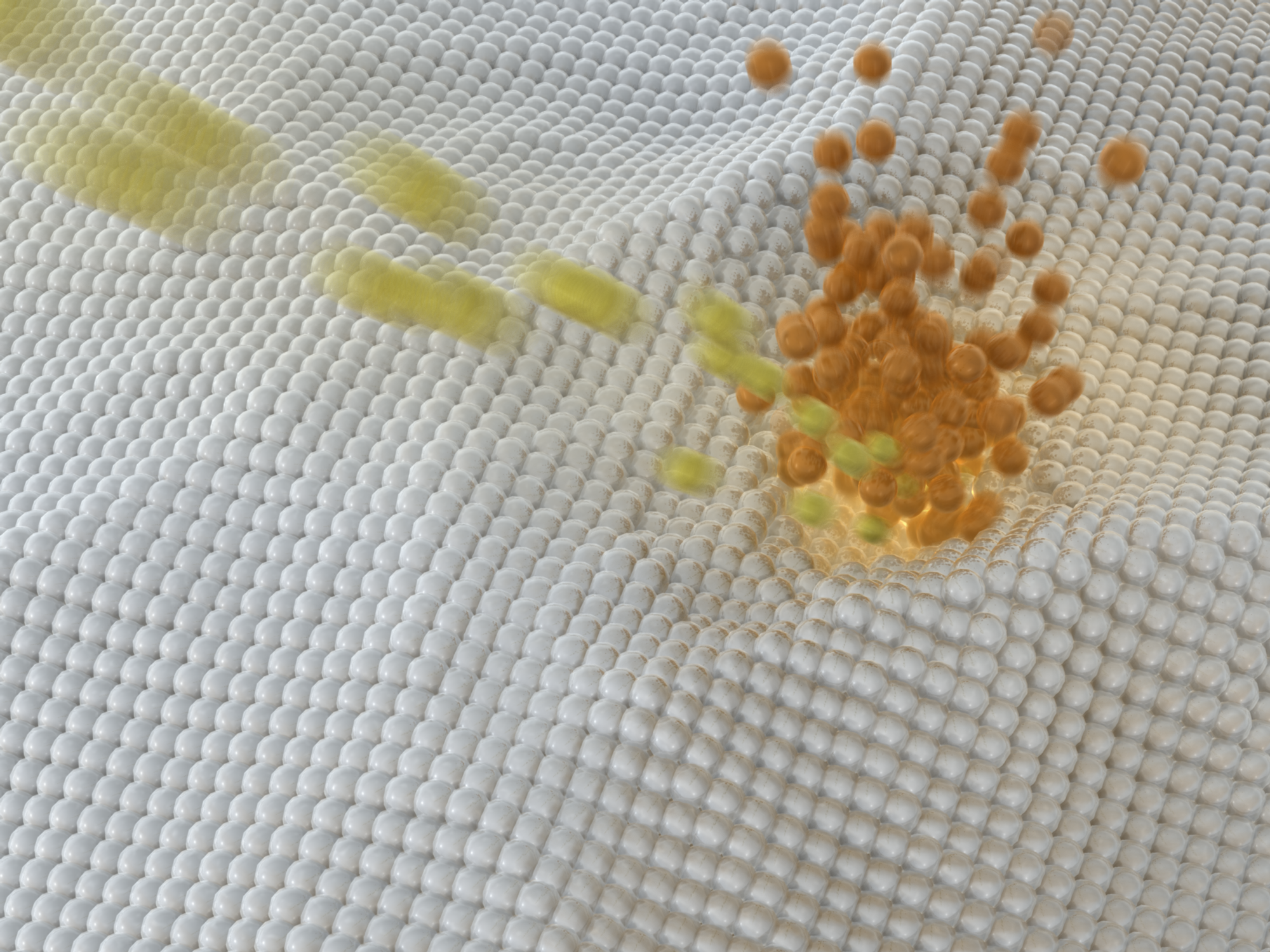
Simulation eines Ionenstrahls, der auf eine Oberfläche trifft

Am HZDR können extreme Bedingungen erzeugt werden, um das Verhalten von Materialien unter außergewöhnlichen Umständen zu untersuchen. Die Ergebnisse dieser Forschung liefern wichtige Informationen, um Werkstoffe zu verbessern oder ganz neu zu entwickeln. Wissenschaftliche Großgeräte helfen beim Herstellen solcher extremen Bedingungen wie etwa sehr starken Magnetfeldern, besonders tiefen Temperaturen oder dem Beschuss mit Laser- oder Teilchenstrahlung.
Am HZDR erforschen die Wissenschaftler beispielsweise neuartige Supraleiter und Halbleiter-Materialien, die besonders effiziente Energiegewinnung und -übertragung ermöglichen oder eine neue Generation von Datenspeichern hervorbringen könnten. Außerdem entwickeln sie hochempfindliche Sensoren für Anwendungen in Medizin und Technologie. Neue Technologien zur Teilchenbeschleunigung sollen zudem die Erforschung der grundlegenden Eigenschaften aller Materie und des Universums effizienter und kostengünstiger machen. Hierfür werden unter anderem mit modernen Hochleistungs-Lasern neue Methoden erprobt, Teilchen auf höchste Energien zu beschleunigen.

## Standorte
Das HZDR hat seinen Hauptstandort in Dresden und betreibt darüber hinaus in Sachsen das Helmholtz-Institut Freiberg für Ressourcentechnologie gemeinsam mit der TU Bergakademie Freiberg sowie eine Forschungsstelle für radiopharmazeutische und georadiochemische Forschung in Leipzig. In Görlitz befindet sich zudem das HZDR-Institut CASUS – Center for Advanced Systems Understanding, das gemeinsam mit dem Helmholtz-Zentrum für Umweltforschung in Leipzig, dem Max-Planck-Institut für molekulare Zellbiologie und Genetik in Dresden, der Technischen Universität Dresden und der Universität Breslau initiiert und aufgebaut wurde.
In Hamburg hat das HZDR gemeinsam mit dem Deutschen Elektronen-Synchrotron die Helmholtz International Beamline for Extreme Fields (HIBEF) am Europäischen Röntgenlaser European XFEL aufgebaut. Darüber hinaus betreibt das HZDR ein Strahlrohr mit einem radiochemischen Messplatz an der Europäischen Synchrotronstrahlungsquelle ESRF in Grenoble (Frankreich).

## Forschungsanlagen

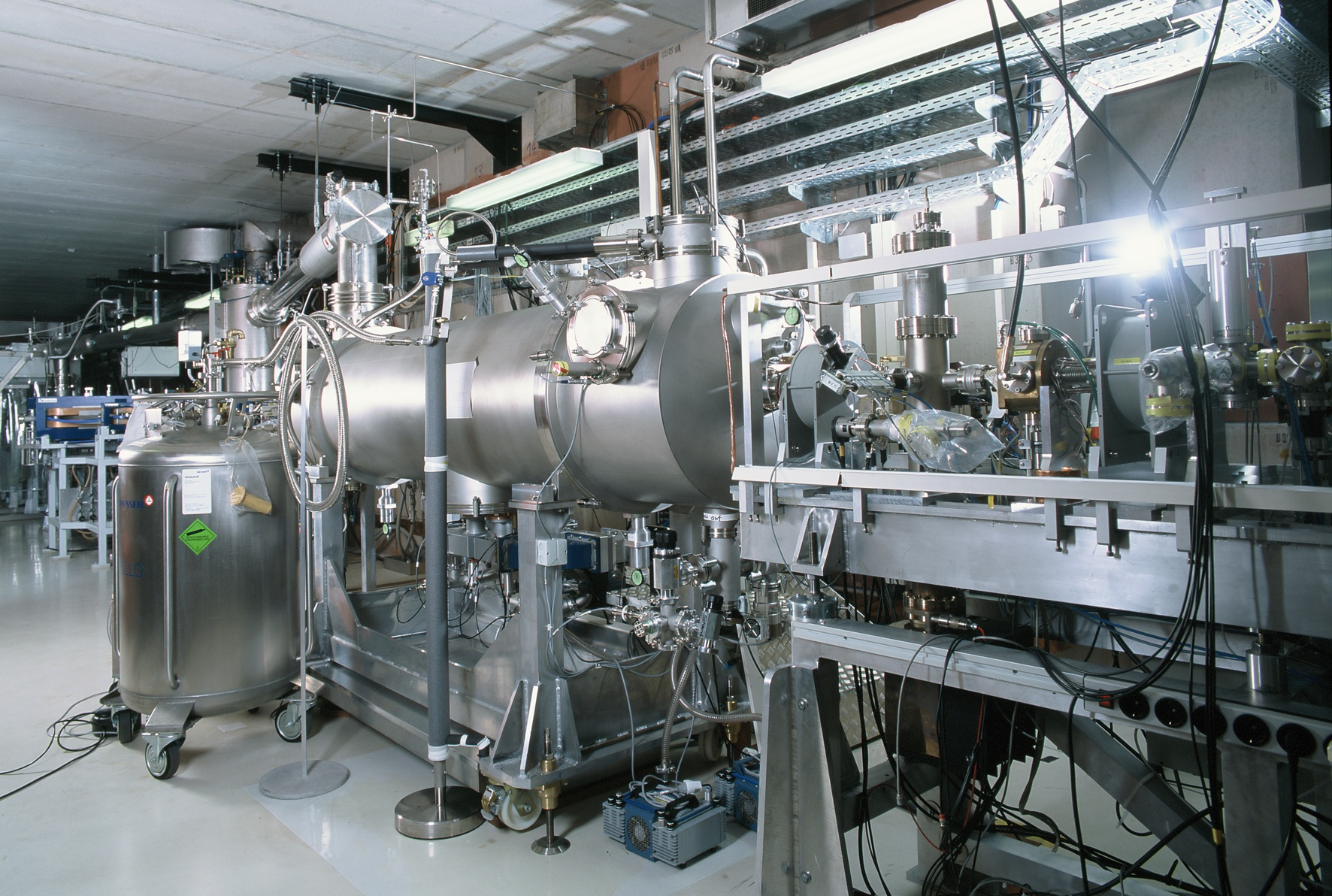
Hauptbeschleuniger der Strahlungsquelle ELBE

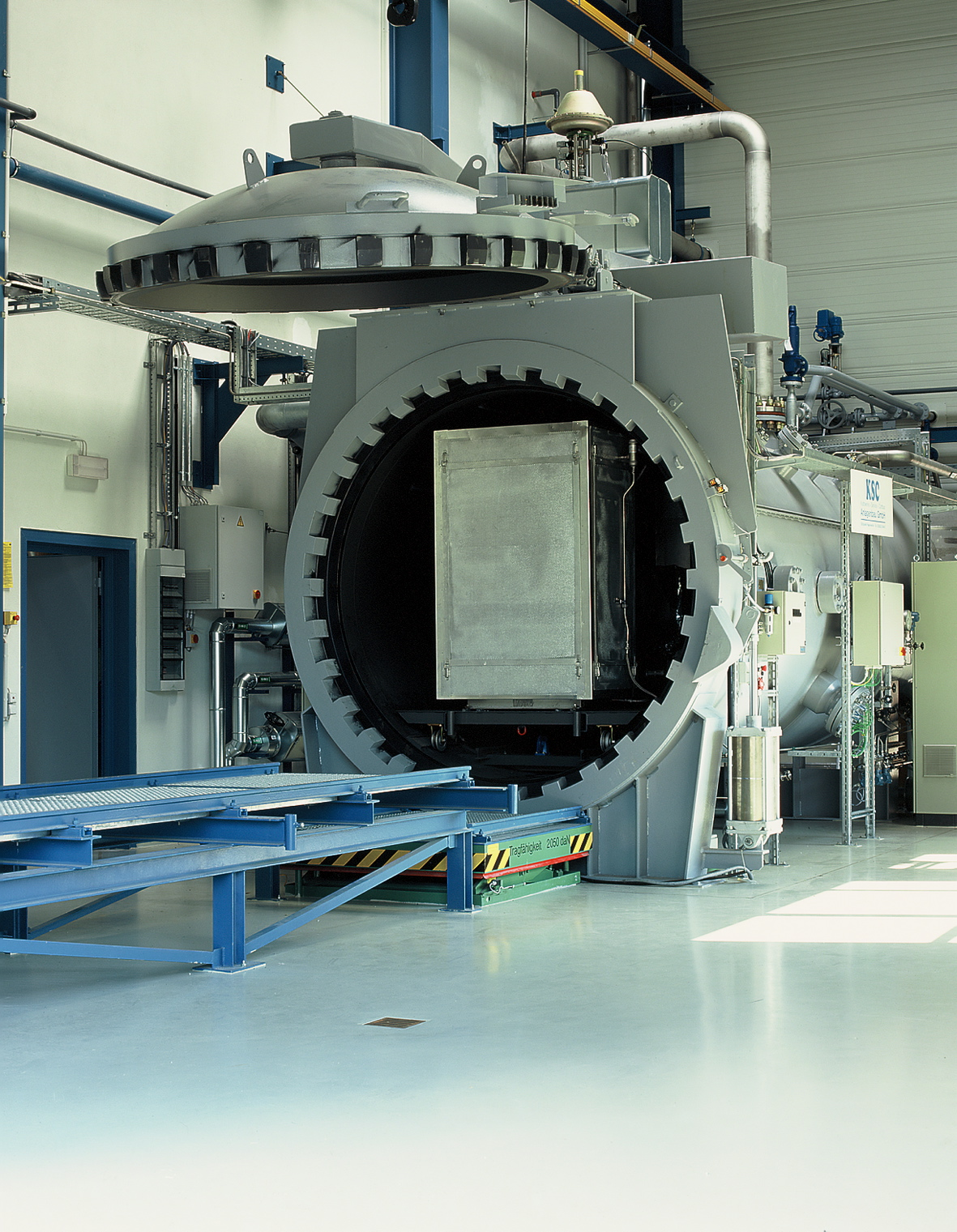
Thermohydraulische Versuchsanlage TOPFLOW

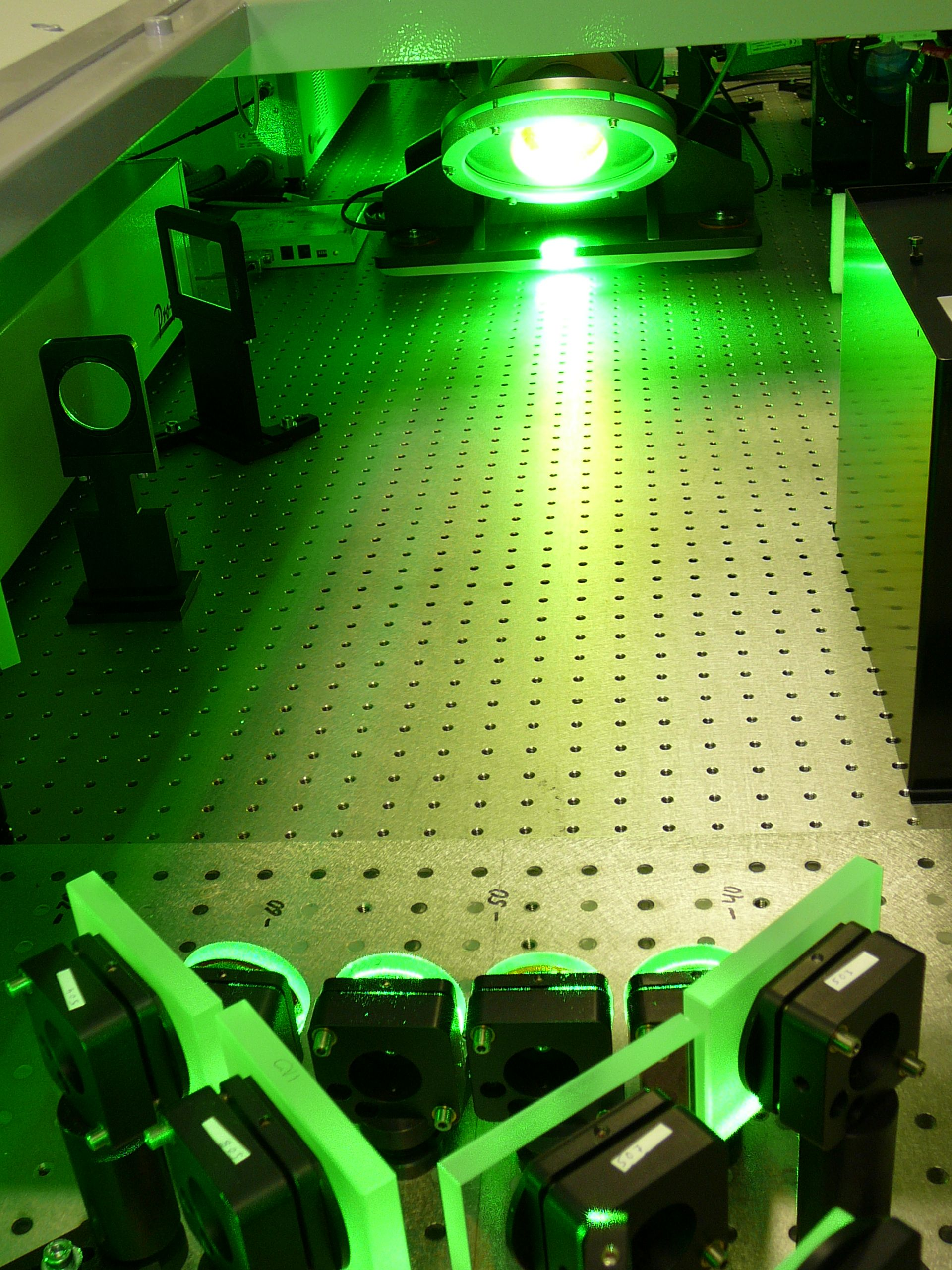
Komponenten des Hochleistungslaser – Ti:Saphir Laser DRACO

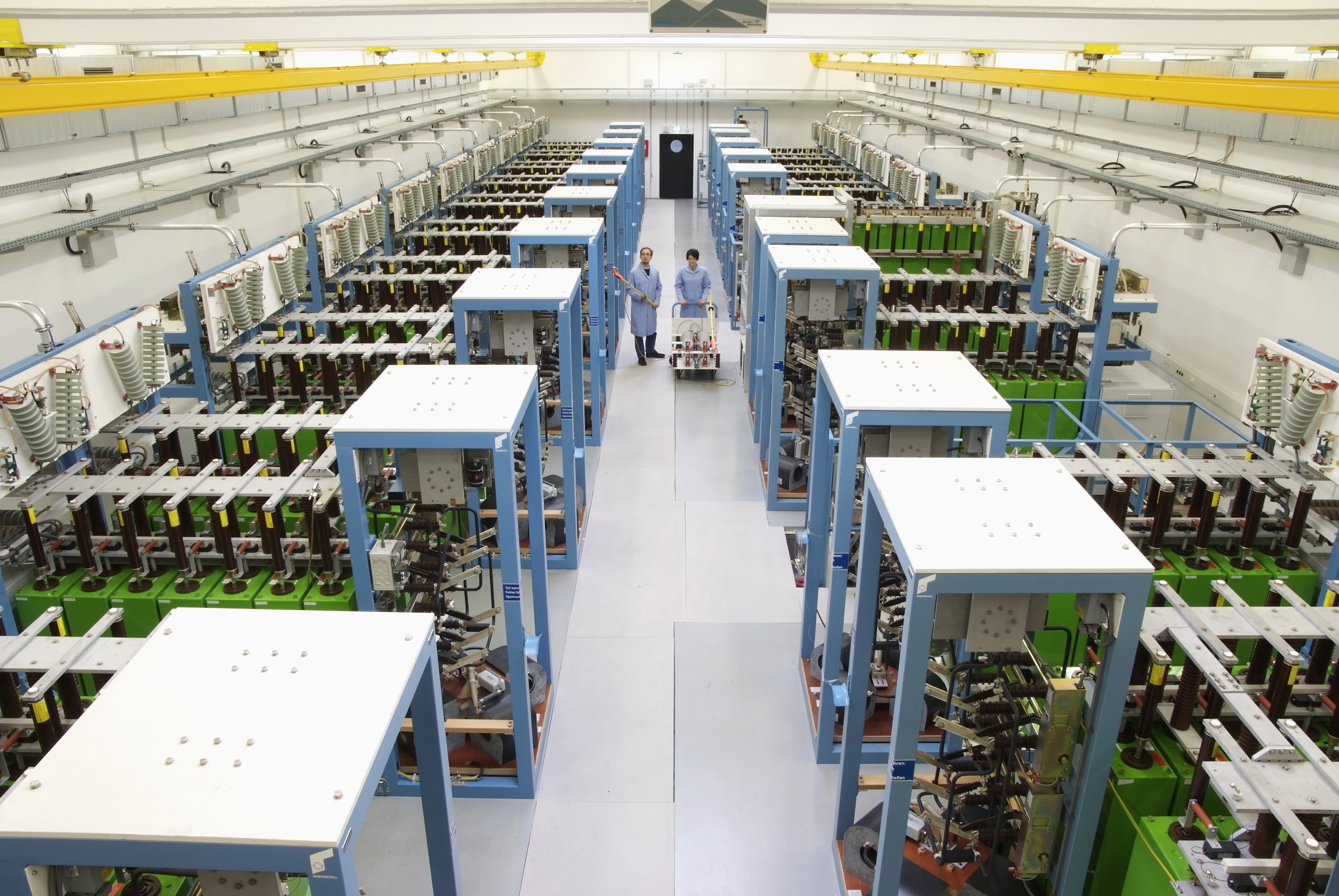
Kondensatorenbank der Pulsstromquelle des Hochfeld-Magnetlabor Dresden

Neben den HZDR-Wissenschaftlern nutzen auch Forscher anderer Einrichtungen die Messzeiten der Rossendorfer Großforschungsanlagen für ihre Projekte, darunter Universitäten, Partnerzentren in der Helmholtz-Gemeinschaft sowie internationale Gäste.

### ELBE
ELBE ist ein Zentrum für Hochleistungs-Strahlenquellen und die größte Forschungsanlage am HZDR. Namensgeber ist der Elektronenbeschleuniger ELBE.

#### Elektronenbeschleuniger
ELBE meint einen Elektronenbeschleuniger mit hoher Brillanz und niedriger Emittanz. Er ist die Kernkomponente für die Gesamtanlage. Es handelt sich um einen Linearbeschleuniger unter anderem mit supraleitenden Hohlraumresonatoren vom TESLA-Typ.
Angeschlossen sind zwei Freie-Elektronen-Laser (FEL) für das mittlere und ferne Infrarot (Wellenlänge 5–40 µm bzw. 18–250 µm) in der Anlage (FEL an ELBE, kurz FELBE). Der ELBE-Elektronenstrahl kann darüber hinaus in verschiedene Arten von Sekundärstrahlen umgewandelt werden. Hierzu zählen unter anderem Bremsstrahlung, Terahertzstrahlung, hochbrillante Röntgenstrahlung, Positronen, Neutronen sowie Elektronen.

#### DRACO
Der Hochleistungslaser DRACO, ein Titan:Saphir-Laser, erreicht mittels Chirped Pulse Amplification eine Leistung von 1 PW und wird zur Beschleunigung von Protonen und Elektronen auf hohe Energien mittels Laser-Plasma-Beschleunigung genutzt.

#### PEnELOPE
Mit PEnELOPE befindet sich eine weitere Laseranlage mit Petawatt-Energien im Aufbau. Es handelt sich um eine mittels Diodenlasern gepumpte Kurzpuls-Laserquelle im Petawattbereich. Sie soll insbesondere die lasergestützte Beschleunigung von Protonen für medizinische Anwendungen ermöglichen. Ziel ist es letztlich, die heute erforderlichen großen Teilchenbeschleuniger für die Protonenstrahl-Krebstherapie durch deutlich kompaktere Anlagen zu ersetzen.

### Hochfeld-Magnetlabor Dresden
Das Hochfeld-Magnetlabor Dresden liegt unmittelbar neben der ELBE, um kombinierte Experimente durchführen zu können. Hier erzeugt man besonders starke gepulste Magnetfelder. Der Materialforschung sollen hier Magnetfelder von bis zu 100 Tesla zur Verfügung gestellt werden.
Die ebenfalls am Ort entwickelten Spulen können für Sekundenbruchteile Felder von 95 Tesla erzeugen. Die Spulen werden mit flüssigem Stickstoff auf rund −200 °C abgekühlt und kurzzeitig von einem Strom von einigen zehntausend Ampere durchflossen. Hierfür wird eine Kondensatorenbank genutzt (Bild). Am Hochfeld-Magnetlabor Dresden werden auch die grundlegenden, quantenmechanischen Eigenschaften des Magnetismus untersucht sowie neue Bauteile wie etwa Hochtemperatursupraleiter entwickelt.

### HIBEF
Die Helmholtz International Beamline for Extreme Fields (HIBEF) wurde vom HZDR gemeinsam mit dem Deutschen Elektronen-Synchrotron am Europäischen Röntgenlaser European XFEL in Hamburg aufgebaut. HIBEF kombiniert die Röntgenstrahlung des European XFEL mit zwei Superlasern, einer leistungsstarken Magnetspule und einer Plattform für die Forschung mit Diamant-Stempelzellen. Auf diese Weise lässt sich das Verhalten von Materie unter dem Einfluss außergewöhnlich hoher Drücke, Temperaturen und Magnetfelder mit nie zuvor erreichter Genauigkeit untersuchen.

### Ionenstrahlzentrum
Das Ionenstrahlzentrum bietet die Möglichkeit, Proben gezielt mit geladenen Atomen verschiedener leichter und schwerer chemischer Elemente zu beschießen. Verschiedene Anlagen können die Projektile auf unterschiedlich hohe Energien beschleunigen, wodurch ihre Wirkung auf die Probe gesteuert werden kann. Je nach Element und Energie eignen sich diese Ionenstrahlen zur Untersuchung oder der gezielten Veränderung von Proben. Genutzt werden diese Anlagen vor allem für die Entwicklung kleinster elektronischer Bauelemente, geschichteter Halbleitersysteme, wie etwa in Solarzellen, oder optischer Materialien, wie die durchsichtigen, aber leitfähigen Oberflächen moderner Bildschirme.

### ROBL
Die Rossendorf Beamline ROBL ermöglicht Forschung mit der extrem brillanten Röntgenstrahlung der europäischen Synchrotronstrahlungsquelle ESRF in Grenoble (Frankreich). Experimentier-Stationen stehen für Röntgenabsorptions- (XAS) und Emissionsspektroskopie (XES) sowie für verschiedene Diffraktometrie-Techniken (Pulver-, Einkristall-, Oberflächen-Diffraktometrie) zur Verfügung. Diese weltweit einzigartige Kombination von Methoden in einem alpha-Nuklidlabor erlaubt es, das chemische Verhalten von Aktiniden zu untersuchen und damit sowohl zur Grundlagenforschung als auch zur Umweltchemie dieser Radionuklide beizutragen.

### TOPFLOW
Die thermohydraulische Versuchsanlage TOPFLOW (Transient Two Phase Flow Test Facility) ermöglicht die Untersuchung von komplexen Strömungsphänomenen unter realitätsnahen Bedingungen, wie sie in Kernreaktoren sowie in der Chemie- und Verfahrenstechnik vorkommen.

### DRESDYN
Mit DRESDYN (Dresdner Natrium-Anlage für Dynamo- und Thermohydraulikforschung) entsteht eine europäische Plattform für Dynamoexperimente und thermohydraulische Studien mit flüssigem Natrium. So soll der erste Präzessions-Dynamo weltweit aufgebaut werden, mit dem etwa die Entstehung des Erdmagnetfeldes viel realistischer simuliert werden kann als mit den bisherigen propellergetriebenen Dynamo-Experimenten. Außerdem sollen die Experimente detaillierte Einblicke in Metallschmelzen erlauben, um neue Flüssigmetallbatterien zur Energiespeicherung zu entwickeln oder die Sicherheit von flüssigmetallgekühlten Kernreaktoren der nächsten Generation zu erforschen. Der Bau der Forschungsanlage soll im Jahre 2024 fertiggestellt sein. Das Gesamtbudget des Projektes beträgt 25 Millionen Euro. Leitender Forscher ist Frank Stefani.

### Untertage-Teilchenbeschleuniger im Felsenkeller

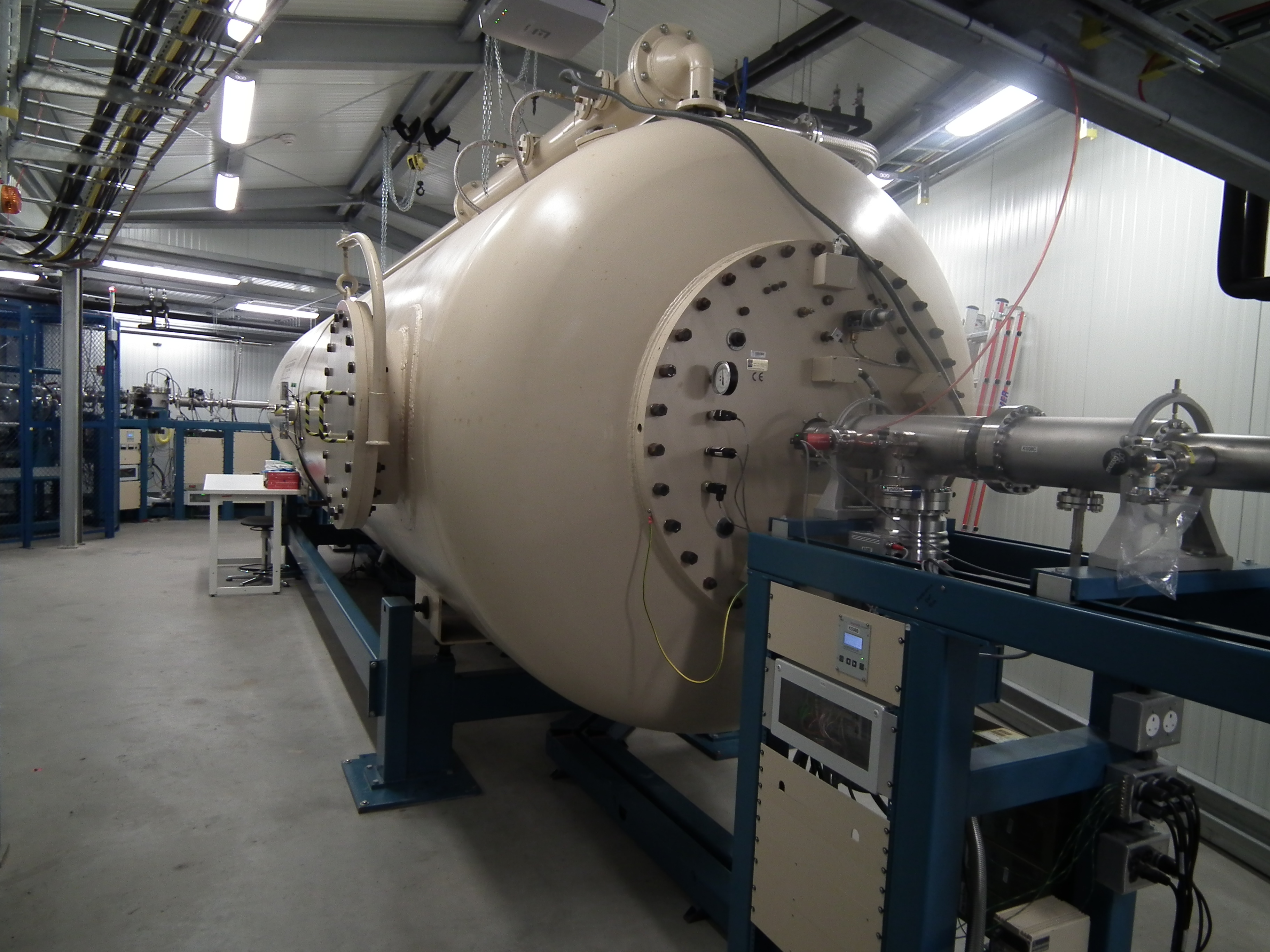
5 MV-Ionenbeschleuniger im Felsenkeller-Labor

Seit 2019 ist ein Untertage-Teilchenbeschleuniger im Felsenkeller-Labor im Dresdener Stadtteil Plauen in Betrieb. Das Labor wurde in Zusammenarbeit mit der TU Dresden errichtet. Dort sind ein 5 MV-Ionenbeschleuniger für die Untersuchung astrophysikalisch relevanter Kernreaktionen und Deutschlands empfindlichster Radioaktivitätsmessplatz untergebracht.

## Personal und Etat
Das Helmholtz-Zentrum Dresden-Rossendorf beschäftigt etwa 1.500 Mitarbeiter, davon 700 Wissenschaftler inklusive 200 Doktoranden. Die Grundfinanzierung wird zu 90 Prozent durch den Bund und zu 10 Prozent durch den Freistaat Sachsen bereitgestellt. Das Gesamtbudget betrug 2023 ca. 180 Mio. Euro inklusive Investitionen, davon etwa 47 Mio. Euro Drittmitteleinnahmen.

## Technologietransfer
Der Transfer von Wissen und Forschungsergebnissen in Gesellschaft und Wirtschaft wird am HZDR durch Publikationen, Vorträge, Weiterbildungen, Kooperationen mit Industriepartnern und Kliniken, Auftragsforschung, Lizenzvergaben und Ausgründungen verwirklicht. Zur Intensivierung der Verwertungsaktivitäten und zur besseren Nutzung der Forschungsanlagen wurde 2011 die HZDR Innovation GmbH gegründet. Als Tochterunternehmen des HZDR setzt sie kommerzielle Produktions- und Serviceaufträge aus der Industrie unter Rückgriff auf Know-how und Infrastruktur des HZDR um. So nutzt die HZDR Innovation etwa im Auftrag von Industriekunden die Anlagen des Ionenstrahlzentrums zur Ionenimplantation. Die enge Zusammenarbeit gilt als beispielhaft für eine wirkungsvolle Nutzung wissenschaftlicher Großgeräte zur Innovation in der Wirtschaft. Bereits kommerzialisierte Produkte der HZDR Innovation sind unter anderem ein Gittersensor und Messinstrumente zur Analyse von Mehrphasenströmungen sowie Strahlungsdetektoren.
Weitere Ausgründungen des HZDR sind beispielsweise die Biconex GmbH, die ein umweltverträgliches Beschichtungsverfahren zur Veredelung von Kunststoffoberflächen anbietet, die i3 Membrane GmbH, die Membranen für medizinische und technische Anwendungen entwickelt, sowie die NorcSi GmbH, die Silizium-Anoden für Batterien mit besonders hoher Leistung fertigt. Im Forschungsgebiet der Radiopharmazeutischen Krebsforschung und –diagnostik kooperiert das HZDR außerdem eng mit der ROTOP Pharmaka GmbH, ebenfalls einer Ausgründung des HZDR. Am Helmholtz-Institut Freiberg für Ressourcentechnologie des HZDR gibt es mit dem Erzlabor Advanced Solutions GmbH und der TheiaX GmbH zwei weitere Ausgründungen. In drei Helmholtz Innovations Labs (Clewatec, FlexiSens und BlitzLab) erprobt das HZDR in enger Kooperation mit Unternehmen Technologien und neue Anwendungen.

## Nachwuchsförderung
Das HZDR beschäftigt rund 200 Doktoranden, die in Kooperation mit Universitäten – insbesondere der TU Dresden – promovieren. Sechs Nachwuchsgruppen des HZDR (Stand: September 2024) forschen zu folgenden Themengebieten:
- Bubbles go with the turbulent flows
- Terahertz-driven dynamics at surfaces and interfaces
- Dynamics of Complex Living Systems
- Frontiers of Computational Quantum Many-Body Theory
- Mathematical Foundations of Complex System Science
- Machine Learning for Infection and Disease

Weitere Nachwuchsgruppen werden als sogenannte DRESDEN-concept Research Groups gefördert. Das sind Nachwuchsgruppen, an denen mindestens zwei DRESDEN-concept-Partnereinrichtungen beteiligt sind:
- Physical chemistry of biomolecular condensates
- Particle Resuspension in Environmental Flows
- Inflammation and Myelopoiesis
- Autonomous Materials Thermodynamics – AutoMaT

Zudem gibt es zwei DFG-geförderte Nachwuchsgruppen im Emmy Noether-Programm:
- Towards Fluid Dynamics of Foam and Froth
- Zirkulare Phononik: Gitterdrehimpuls zur Steuerung von Materialeigenschaften

Eine weitere Gruppe erhält Förderung durch den Europäischen Forschungsrat (ERC):
- Predicting the Extreme – PREXTREME

Darüber hinaus sind zwei BMBF-Nachwuchsgruppen aktiv:
- BioKreativ 3 – Pep2Rec: Peptid-basiertes Trennsystem zur Rückgewinnung von Palladium aus der chemisch-pharmazeutischen Industrie
- TecRad: Umweltchemie des Technetiums

Das HZDR betreibt zudem das Helmholtz-Kolleg NANONET, ein strukturiertes Promotionsprogramm in der Molekularelektronik, und veranstaltet ein internationales Sommerstudentenprogramm.
Für den Betrieb der Forschungsanlagen, für die Labore und die Verwaltung bildet das HZDR ständig rund 40 junge Menschen in elf Ausbildungsberufen aus; gleichzeitig ist das Forschungszentrum Praxispartner für vier verschiedene duale Studiengänge. Für Schüler ab der fünften Klasse bietet das Schülerlabor DeltaX Experimentiertage und Ferienkurse. Regelmäßige Lehrerfortbildungen ergänzen diese Angebote.
Für die allgemeine Öffentlichkeit organisiert das HZDR in regelmäßigen Abständen einen Tag des offenen Labors und beteiligt sich an der Langen Nacht der Wissenschaften aller Forschungseinrichtungen in Dresden, Freiberg und Leipzig.

## Institute des HZDR
Der wissenschaftliche Geschäftsbereich des HZDR gliedert sich in acht Institute:
- Institut für Ionenstrahlphysik und Materialforschung
- Institut Hochfeld-Magnetlabor Dresden
- Institut für Fluiddynamik
- Institut für Strahlenphysik
- Institut für Radiopharmazeutische Krebsforschung
- Institut für Radioonkologie – OncoRay
- Institut für Ressourcenökologie
- Helmholtz-Institut Freiberg für Ressourcentechnologie, gemeinsam mit der TU Bergakademie Freiberg[24]
- CASUS – Center for Advanced Systems Understanding
- Institut für Theoretische Physik

Wissenschaftlich-technische Unterstützung erhalten alle Institute und Forschungsbereiche von zwei Zentralabteilungen:
- Zentralabteilung Forschungstechnik, für die Entwicklung und den Aufbau von Forschungsanlagen und Experimenten
- Zentralabteilung Informationsdienste und Computing, für die Informatik-Infrastruktur aller HZDR-Standorte

## Kooperationen
Das HZDR setzt sich für die nationale und internationale Vernetzung seiner Forschungsgebiete ein. Gemeinsam mit der TU Dresden und anderen Dresdener Forschungseinrichtungen ist es Mitglied im Wissenschaftsverbund DRESDEN-concept.
Internationale Kooperationen:
- European Synchrotron Radiation Facility (ESRF)
- European XFEL
- WHELMI-Labor (Weizmann-Helmholtz Laboratory for Laser Matter Interaction)
- LEAPS-Initiative (League of European Accelerator-based Photon Sources)
- ERF AISBL (Association of European-level Research Infrastructure Facilities)
- ELI (Extreme Light Infrastructure)
- EMFL (European Magnetic Field Laboratory)
- EIT RawMaterials
- INFACT (Innovative, Non-Invasive and Fully Acceptable Exploration Technologies)
- Universität Breslau
- ARIEL
- Monash University Melbourne
- Lightsources.org
- RADIATE
- FineFuture
- Helmholtz-SESAME Beamline (HESEB)

Regionale und nationale Kooperationen:
- DRESDEN-concept
- TU Dresden
- TU Bergakademie Freiberg
- TU Chemnitz
- Deutsche Arbeitsgemeinschaft für Endlagerforschung
- Kompetenzverbund Strahlenforschung
- Kompetenzverbund Ost für Kerntechnik
- Universitätsklinikum Carl Gustav Carus Dresden
- OncoRay – Nationales Zentrum für Strahlenforschung in der Onkologie
- NCT/UCC – Nationales Centrum für Tumorerkrankungen
- DKTK – Deutsches Konsortium für Translationale Krebsforschung
- ROTOP Pharmaka GmbH
- Universität Rostock

## Liste der Forscher, die in Rossendorf tätig waren
- Heinz Barwich, deutscher Kernphysiker, von 1956 bis 1964 erster Direktor des ZfK Rossendorf, ab 1961 Vizedirektor des Vereinigten Instituts für Kernforschung in Dubna, floh 1964 in den Westen
- Helmuth Faulstich, deutscher Elektrotechniker und Elektroniker, ab 1961 amtierender Direktor, von 1965 bis 1970 Direktor des ZfK Rossendorf
- Günter Flach, deutscher Physiker, von 1970 bis 1990 Direktor des ZfK Rossendorf
- Wolf Görner, deutscher Chemiker, von 1990 bis 1991 Direktor des ZfK Rossendorf
- Wolf Häfele, deutscher Physiker, 1991 Direktor des ZfK Rossendorf, von 1992 bis 1996 Wissenschaftlicher Direktor des Forschungszentrums Rossendorf, von 1992 bis 1996 gleichzeitig Direktor des Vereins für Kernverfahrenstechnik und Analytik Rossendorf
- Frank Pobell, deutscher Physiker, von 1996 bis 2003 Wissenschaftlicher Direktor und Sprecher des Vorstandes am Forschungszentrum Rossendorf, leitete von 2002 bis 2004 den Aufbau des Hochfeld-Magnetlabors Dresden
- Bernd Johannsen, deutscher Chemiker, von 2003 bis 2006 Wissenschaftlicher Direktor des Forschungszentrums Rossendorf
- Roland Sauerbrey, deutscher Physiker, von 2006 bis Ende März 2020 Wissenschaftlicher Direktor des Helmholtz-Zentrums Dresden-Rossendorf

- Klaus Fuchs, deutsch-britischer Kernphysiker, von 1959 bis 1974 stellvertretender Direktor des ZfK Rossendorf
- Josef Schintlmeister, österreichischer Kernphysiker, Direktor am ZfK Rossendorf. Von 1956 bis 1971 Leiter des Bereichs Kernphysik im ZfK Rossendorf
- Kurt Schwabe, deutscher Chemiker, Direktor am ZfK Rossendorf. Von 1959 bis 1969 Leiter des Bereichs Radiochemie im ZfK Rossendorf
- Rudolf Münze, deutscher Chemiker, von 1969 an Leiter des Bereichs Radiochemie im ZfK Rossendorf
- Klaus Hennig, deutscher Physiker, 1976 bis 1991 Leiter der Abteilung Neutronenstreuung am Rossendorfer Forschungsreaktor
- Frank-Peter Weiß, deutscher Physiker, von 1992 bis 2010 Direktor des Instituts Sicherheitsforschung im Forschungszentrum Rossendorf
- Hardwin Jungclaussen, deutscher Physiker und Ingenieurwissenschaftler, in Rossendorf von 1956 bis 1962
- Siegfried Niese, deutscher Chemiker

## Geschichte des Forschungsstandorts Rossendorf

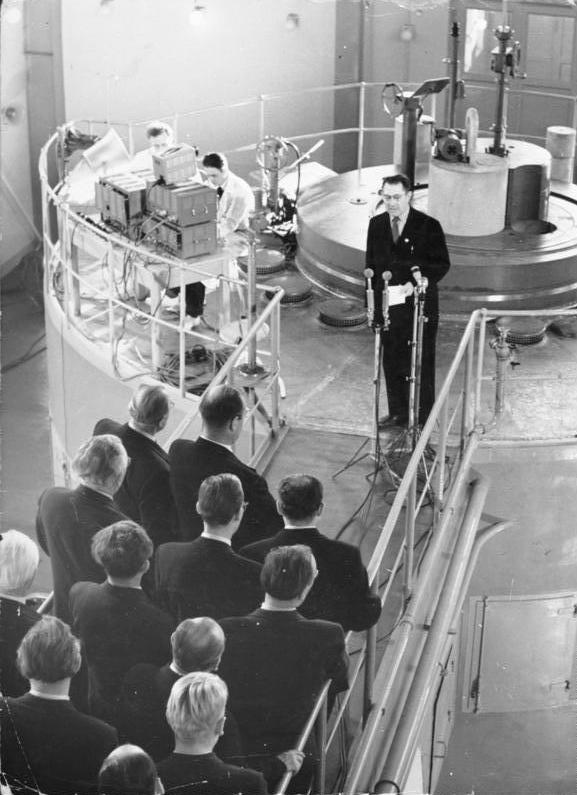
Einweihung des Rossendorfer Forschungsreaktors im Jahre 1957

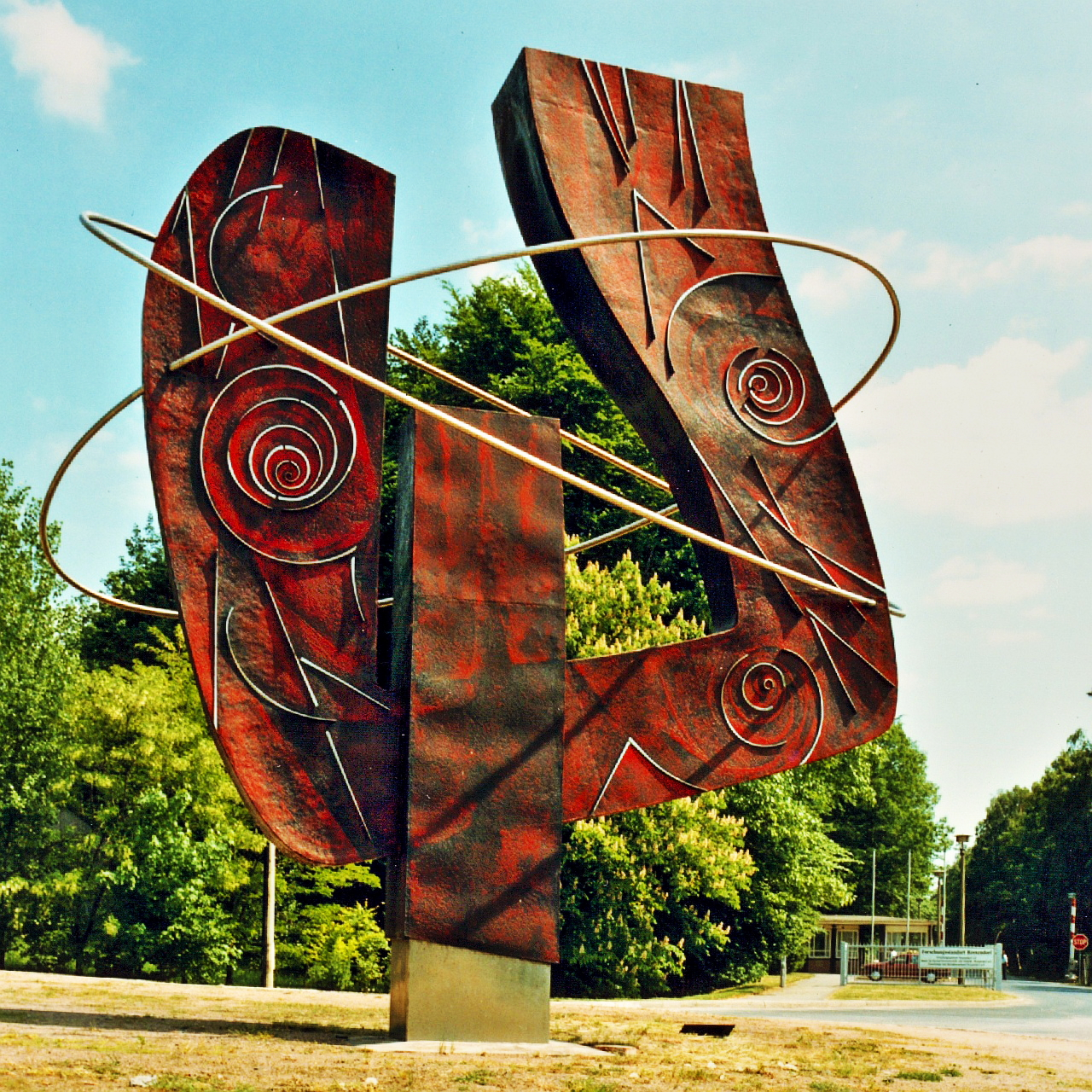
Achim Kühn: Gebändigte Kraft, Metallplastik am Forschungsstandort Rossendorf, entstanden 1985 auf Initiative des Rossendorfer Klubs, Foto von 1994

1956 wurde das Zentralinstitut für Kernphysik (ZfK) in Rossendorf gegründet, das im Jahr 1963 als Zentralinstitut für Kernforschung (ZfK) in die Akademie der Wissenschaften der DDR eingegliedert wurde. Der am Manhattan-Projekt beteiligte deutsch-britische Kernphysiker Klaus Fuchs war bis 1974 stellvertretender Direktor des ZfK. Nach der Wiedervereinigung wurde unter Leitung von Wolf Häfele das Forschungszentrum Rossendorf (FZR) neugegründet und verlagerte die Forschungsschwerpunkte auf Lebenswissenschaften und Materialforschung. Im Jahr 2006 erfolgte die Umbenennung in Forschungszentrum Dresden-Rossendorf, um die namentliche Verbindung zum Forschungsstandort Dresden zu betonen.
2011 fand der Wechsel des Forschungszentrums aus der Wissenschaftsgemeinschaft Gottfried Wilhelm Leibniz in die Helmholtz-Gemeinschaft Deutscher Forschungszentren statt. Seitdem trägt es den Namen Helmholtz-Zentrum Dresden-Rossendorf.

### Forschungsreaktoren
Am ehemaligen Zentralinstitut für Kernforschung (ZfK) der DDR waren in Rossendorf verschiedene Forschungsreaktoren in Betrieb. Sie wurden auf dem heutigen Gelände des Forschungsstandortes betrieben und schrittweise nach 1989 außer Betrieb genommen. Für Stilllegung und Rückbau wurde der neu gegründete VKTA - Strahlenschutz, Analytik & Entsorgung e. V. (VKTA) vom Freistaat Sachsen beauftragt.
Der Rossendorfer Forschungsreaktor (RFR) war von Ende 1957 bis 1991 in Betrieb. Am 4. November 1958 um 18.32 Uhr wurde erstmals die Nominalleistung von 2 MW erreicht. Im Jahr 1965 konnte die Leistung durch Verbesserung des Wärmeübergangs zwischen Brennelementen und Kühlmittel auf 5 MW gesteigert werden. Eine weitere Leistungssteigerung wurde 1967 mit der maximalen Dauerleistung von 10 MW abgeschlossen. Der Forschungsreaktor wurde hauptsächlich als Neutronenquelle für die Herstellung von Radioisotopen, für die Dotierung von Silizium, für Aktivierungsanalysen sowie für die Materialforschung genutzt. Der Rückbau wurde 2019 abgeschlossen.
Die Rossendorfer Anordnung für kritische Experimente (RAKE) hatte nur eine geringe Leistung von 10 Watt und war von 1969 bis 1991 in Betrieb. Sie diente reaktorphysikalischen Experimenten und zur Ausbildung. Bis 1998 wurde diese Reaktoranlage vollständig abgebaut.
Der Rossendorfer Ringzonenreaktor (RRR) war der erste Reaktor, der in der DDR eigenständig entwickelt wurde. Er wurde zwischen 1962 und 1991 als Forschungsreaktor betrieben und hatte eine Leistung von 1000 Watt. Der Reaktor wurde in der reaktorphysikalischen Grundlagenforschung eingesetzt.

### Weitere kernphysikalische Großgeräte
Neben den Forschungsreaktoren wurden in Rossendorf weitere Großgeräte vor allem für die kernphysikalische Grundlagenforschung genutzt. 1958 wurde das Zyklotron U-120 sowjetischer Bauart in Betrieb genommen. Anfang der 1960er Jahre standen methodische Arbeiten, die Vorbereitung von Experimenten, das Erreichen optimaler Strahlparameter am Zyklotron und die Einarbeitung in theoretische Methoden der Kernphysik im Vordergrund.
Im Transformatoren- und Röntgenwerk Dresden wurde ein Van-de-Graaff-Generator, auch Van-de-Graaff-Beschleuniger genannt, für 2 MV entwickelt und in mehreren Exemplaren gebaut worden. Einer davon wurde in Rossendorf installiert. Er arbeitete über Jahrzehnte stabil.
Ein weiteres Großgerät kam mit dem in Leningrad gebauten 10-MeV-Tandembeschleuniger EG-10 hinzu. Das Tandem-Laboratorium wurde 1972 fertiggestellt. Für die Kernphysik des ZfK kam der Tandemgenerator mit seiner etwas zu geringen Energiereserve leider zu spät. Zur Ehre des Rossendorfer Instituts muss aber gesagt werden, dass durch sinnvolle Modernisierung und einfallsreiche Anwendung die Großgeräte des ZfK effektiv genutzt wurden.
Auch mit der Beteiligung am Vereinigten Instituts für Kernforschung in Dubna dürfte sich die DDR ein ihren tatsächlichen Bedürfnissen und Möglichkeiten entsprechendes kernphysikalisches Forschungspotential geschaffen haben, das zumindest quantitativ mit entsprechenden Potentialen z. B. in den skandinavischen Ländern vergleichbar war.

## Rossendorfer Klub

Logo des Rossendorfer Klubs

Mit den Rossendorfer Klubabenden (ROK) und den Rossendorfer Ausstellungen von Werken bildender Künstler wurde das Zentralinstitut für Kernforschung Rossendorf etwa ab dem Jahr 1969 in Dresden und darüber hinaus bekannt. Es gab Treffen von Schriftstellern, bildenden und darstellenden Künstlern, Musikern, Kunstwissenschaftlern und Historikern mit Naturwissenschaftlern, einen Erfahrungsaustausch von Menschen ganz unterschiedlicher Lebensauffassungen zu beiderseitigem Nutzen. Das kulturelle Klima in Rossendorf wurde als wohltuend empfunden, weil es sich deutlich von dem offiziell geregelten Kunst- und Kulturbetrieb der DDR abhob. Es gehörte zu den Gepflogenheiten, dass aus den Ausstellungen Arbeiten angekauft wurden. Am Ende besaß das Zentralinstitut für Kernforschung Rossendorf mit mehr als 240 Werken die zweitgrößte Kunstsammlung aller wissenschaftlichen Institute in der DDR. Diesen Kunstschatz übernahm 1992 der Kunstfonds des Freistaates Sachsen, der seit 2004 zu den Staatlichen Kunstsammlungen Dresden gehört.